# Sikórz (województwo mazowieckie)
Sikórz – wieś sołecka w Polsce położona w województwie mazowieckim, w powiecie płockim, w gminie Brudzeń Duży.
| SIMC    | Nazwa  | Rodzaj      |
| ------- | ------ | ----------- |
| 0561112 | Pieńki | część wsi   |
| 0561129 | Sikórz | osada       |
| 0561135 | Sikórz | osada leśna |

## Opis
Prywatna wieś szlachecka Sikorz, położona była w drugiej połowie XVI wieku w powiecie płockim województwa płockiego. Za czasów Królestwa Polskiego istniała gmina Sikorz. W latach 1975–1998 miejscowość administracyjnie należała do województwa płockiego.
Sikórz położony jest nad Skrwą Prawą, na północny zachód od Płocka. Historycznie należał do ziemi dobrzyńskiej. Wieś jest położona na Pojezierzu Dobrzyńskim. Prawie cała leży na obszarze Brudzeńskiego Parku Krajobrazowego.
Przez Sikórz przebiega droga wojewódzka nr 559 łącząca Płock z Lipnem oraz droga wojewódzka nr 540 do Bielska. Oprócz autobusów PKS, kursuje również linia autobusowa nr 103 Komunikacji Miejskiej Płock.
W XVIII w. i w I połowie XIX w. w Sikorzu działała papiernia.
W okresie międzywojennym Piwniccy, ostatni właściciele Sikorza, gościli tu wielu przedstawicieli rodzimej sztuki m.in. Tadeusza Dołęgę-Mostowicza, Juliana Tuwima, Antoniego Słonimskiego, Kazimierza Wierzyńskiego, Jana Lechonia, Janusza Minkiewicza. Plenery „sikorzańskie” były inspiracją dla malarzy: Konrada Krzyżanowskiego, braci Stanisława i Józefa Czajkowskich czy Stefana Norblina.
Naturalną scenerię tej „Mazowieckiej Szwajcarii” (tak nazwano teren, na którym znajdują się jeziora, rzeki, doliny, parki, zabytkowe budowle i inne atrakcje, położony w zachodniej części powiatu płockiego nad rzeką Wisłą, na historycznej granicy pomiędzy Mazowszem a Ziemią Dobrzyńską, niemal w całości znajdujący się na terenie gminy Brudzeń Duży, zlokalizowany wzdłuż meandrującej rzeki Skrwy, aż do jej ujścia do Wisły) wykorzystano do kręcenie plenerów przedwojennego filmu Profesor Wilczur
W Sikorzu znajduje się ukształtowany na początku XX wieku kompleks pałacowo-parkowy ostatnich właścicieli – Piwnickich, neogotycki kościół parafialny pw. Świętej Trójcy, pobudowany na miejscu wcześniejszych świątyń. Od pałacu do kościoła prowadzi zabytkowa aleja lipowo-kasztanowcowa. 
Pośrodku tej zabytkowej alei znajduje się kompleks Niższego Seminarium Duchownego Liceum Ogólnokształcącego im. św. Stanisława Kostki. Projekt obiektu przygotował architekt inż. Zbigniew Kawecki z Włocławka, a kamień węgielny pod tę budowę poświęcił w dniu 7 czerwca 1991 r. Jan Paweł II. Prace budowlane zakończono uroczystym poświęceniem i otwarciem obiektu w dniu 30 stycznia 1999 r., którego dokonał nuncjusz apostolski w Polsce abp Józef Kowalczyk.

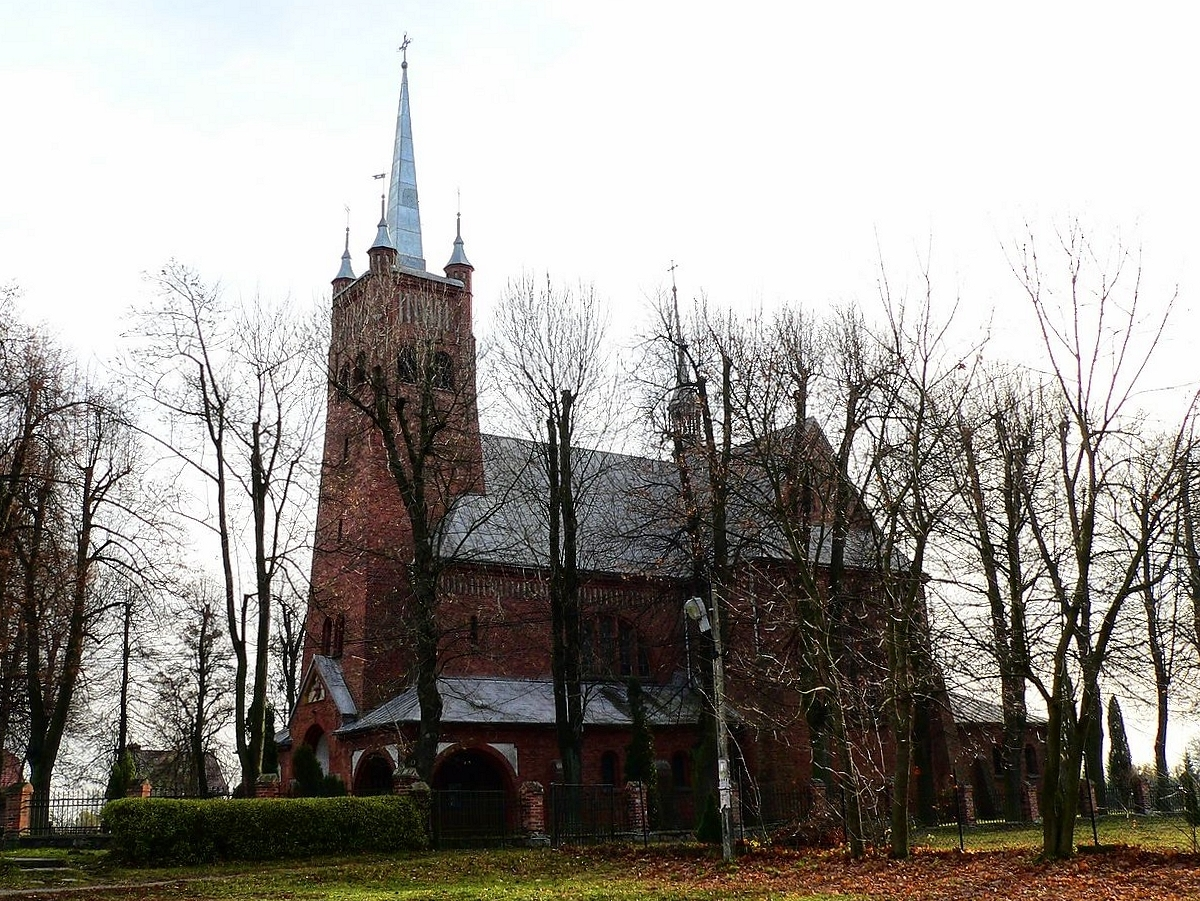
Kościół Świętej Trójcy
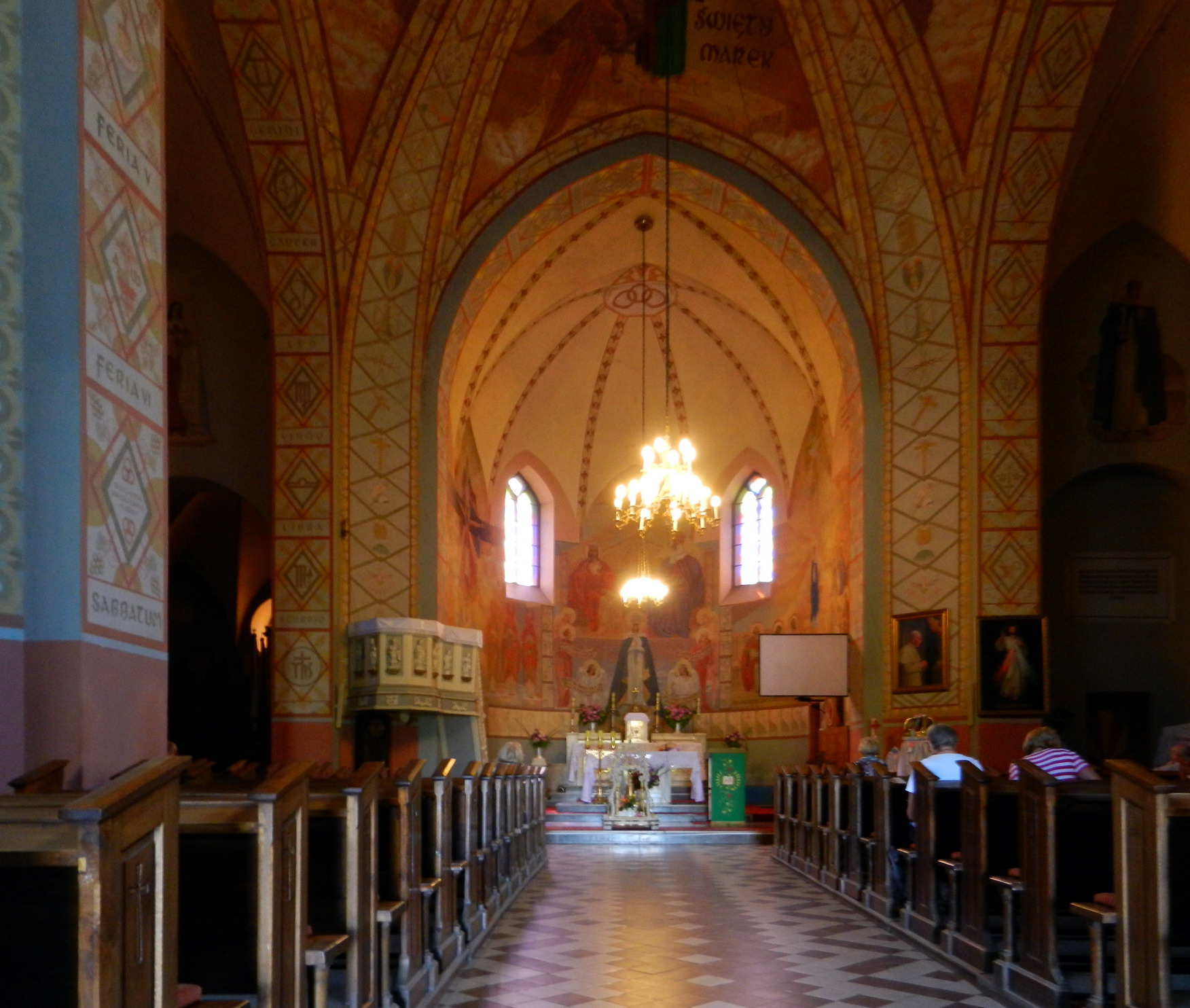
Wnętrze kościoła
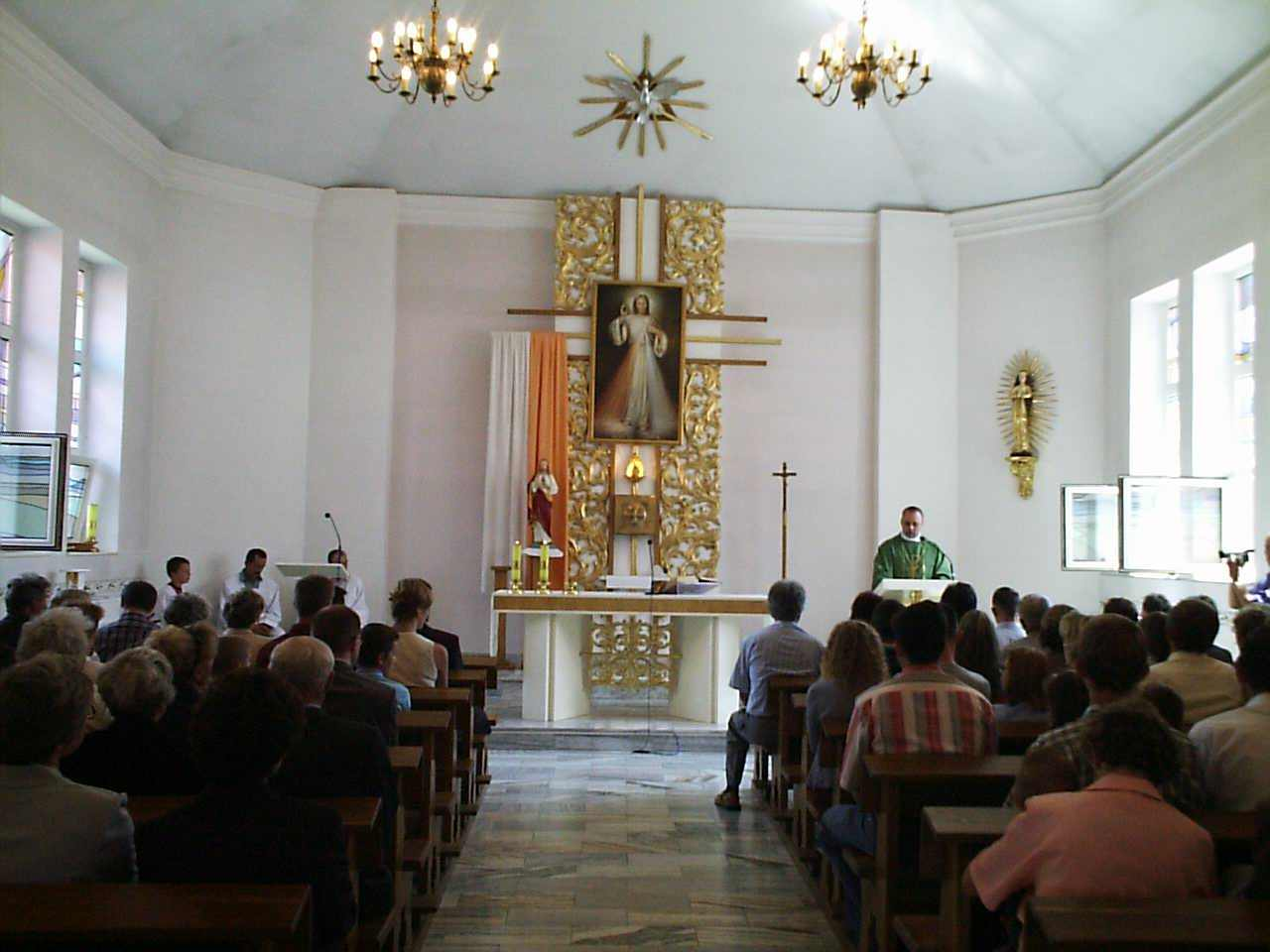
Kaplica w budynku Niższego Seminarium Duchownego